# Геслінген
Геслінген (нім. Heeslingen) — громада в Німеччині, розташована в землі Нижня Саксонія. Входить до складу району Ротенбург-на-Вюмме. Складова частина об'єднання громад Цефен.
Площа — 82,30 км2. Населення становить 4887 ос. (станом на 31 грудня 2021).